# Isodictya ectofibrosa
Isodictya ectofibrosa är en svampdjursart som först beskrevs av Claude Lévi 1963.  Isodictya ectofibrosa ingår i släktet Isodictya och familjen Isodictyidae. Inga underarter finns listade i Catalogue of Life.